# 1332
1332 (MCCCXXXII) fue un año bisiesto comenzado en miércoles del calendario juliano.

## Acontecimientos
- Fundación de la Orden de la Banda por Alfonso XI el Justiciero, rey de Castilla y León.
- Lucerna, primera ciudad que ingresa en la Confederación Helvética.
- 2 de abril - Se firma en Vitoria la escritura de incorporación de Álava a Castilla, reconociendo esta el fuero de aquella.

## Nacimientos
- 27 de mayo - Ibn Jaldún, historiador y sociólogo árabe, padre de la sociología de la historia.
- Carlos II, rey de Navarra de 1350 a 1387.
- Pero López de Ayala, cronista, señor de Ayala y canciller mayor de Castilla.

## Fallecimientos
- 13 de febrero - Andrónico II Paleólogo, emperador bizantino.